# Genga
Genga je obec ve střední Itálii v provincii Ancona (region Marche). Většina katastru obce leží na území Regionálního přírodního parku Gola della Rossa a Frasassi (Parco naturale regionale della Gola della Rossa e di Frasassi), ustaveného v roce 1997. V krasové oblasti se nacházejí desítky jeskyní, z nichž nejznámější je zpřístupněná jeskyně Frasassi - Grotte di Frasassi.

## Geografie
Území obce Genga leží v oblasti východního předhůří Apenin, nadmořská výška místních kopců se pohybuje mezi 500 až 800 metry. Středem tohoto území protéká řeka Sentino, která se nedaleko železniční trati Ancona - Řím a nádraží Genga - San Vittore Terme v údolí mezi místními částmi Gengy Genga Stazione a Gattuccio vlévá do řeky Esino. Genga je vzdálena přibližně 50 km vzdušnou čarou směrem na jihozápad od metropole provincie Ancony. Sousedními obcemi Gengy jsou  Arcevia, Fabriano, Serra San Quirico a Sassoferrato.

## Obyvatelstvo
Na území obce Genga dochází od poloviny 20. století k trvalému poklesu počtu obyvatel. V druhé polovině 19. století se tento počet pohyboval kolem 4000, maxima pak dosáhl v roce 1921 - 4883. Ještě v roce 1951 zde žilo 4592 lidí, o 10 let později však již jen 3180. Od počátku 21. století se tento počet snížil z 1981 (2001) na 1797 (k 31. 12. 2015).

## Místní části
Místními částmi obce Genga jsou vesnice a osady: Avenale, Bivio Filipponi, Camponocecchio, Capolavilla, Casamontanara, Cerqueto, Colcello, Colleponi, Falcioni, Gattuccio, Genga Stazione, Meleto, Monticelli, Palombare, Pianello, Pierosara, Rocchetta, Rosenga, San Donnino, San Fortunato, San Vittore, Trapozzo, Trinquelli, Vallemania a Valtreara.

## Památky a zajímavosti
- Il Castello di Genga (hrad Genga) - hrad v obci Genga, založen pravděpodobně v 10. století rodem hrabat z Gengy. Sídlo obecního úřadu (Comune di Genga).[3] Podle legendy v dobách Pyrrhova tažení do Itálie (3. století př. n. l.) jistý Lucio Sentinate, který se těchto válek zúčastnil, zakoupil zdejší horu Giunfuno a postavil na ní svůj hrad. Zda však má tato pověst pravdivý základ, nelze prokázat.[4]. V Genze se v prostorách kostela San Clemente nachází Městské muzeum (Museo di Genga), zaměřené na místní historii a umění.[5]

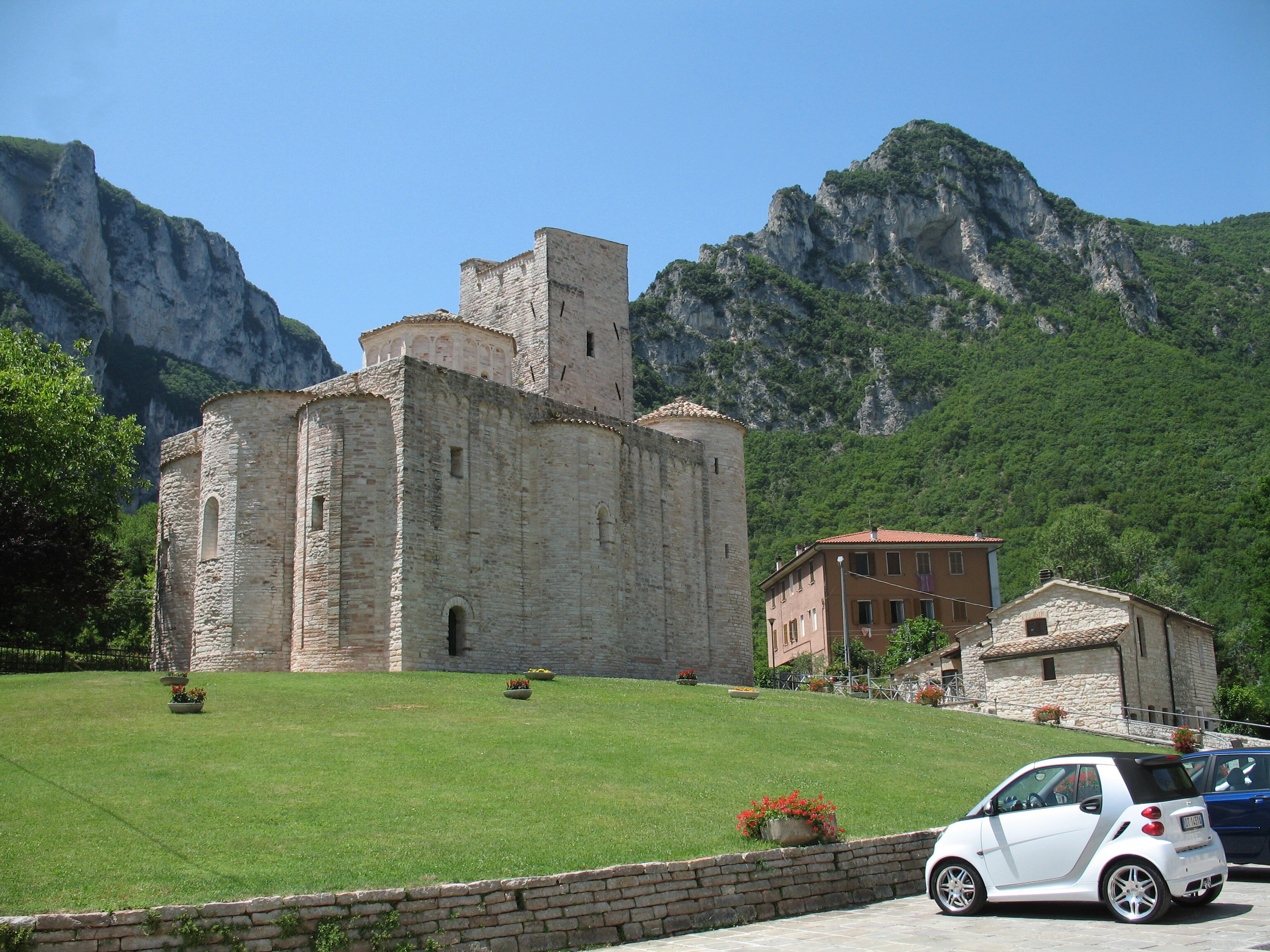
Románský komplex opatství San Vittore alle Chiuse

- Abbazia di San Vittore alle Chiuse (opatství San Vittore alle Chiuse) - nejvýznamnější architektonická památka na katastru obce. Nachází se při ústí soutěsky řeky Sentino, necelý kilometr od jejího soutoku s řekou Esino. Jedna z nejskvělejších a nejzachovalejších památek románské architektury v regionu Marche. První písemné zmínky o kostele a opatství jsou z počátku 11. století, ale pravděpodobně byl založen ještě dříve. Stavba z vápencových kvádrů tvoří kompaktní celek, vybudovaný na půdorysu řeckého kříže. Součástí komplexu je věž, která v minulých dobách plnila obrannou funkci.
- V prostorách opatství San Vittore jsou umístěny expozice Speleopaleontologického a archeologického muzea (Museo speleopaleontologico e archeologico), které je jednou z několika desítek institucí, sdružených v Asociaci muzeí provincie Ancona ( Associazione Sistema Museale della Provincia di Ancona). Nejslavnějším exponátem je kostra ichtyosaura, která byla objevena 20. 7. 1976 v údolí řeky Esino při stavbě tunelu pro státní silnici č. 76. Fosílie, které se přezdívá "Ichtyosaurus z Gengy", pochází z konce jurského období, je 3 metry dlouhá a přibližně 150 miliónů let stará. Ve sklepních prostorách je expozice, věnovaná zdejšímu krasu a popisu jeskyně Frasassi, v prvním poschodí pak jsou umístěny archeologické nálezy včetně pohřebních uren z nekropole v Pianellu di Genga.[6]
- Pierosara - od opatství San Vittore stoupá serpentinami cesta vzhůru k malé vesnici Pierosara. Vsi v nadmořské výšce 394 metrů s cca 140 obyvateli dominuje langobardský hrad z 11. století (Castello di Pierosara). Opevnění, střežící soutěsku Gola della Rossa, bylo v těchto místech známo již z antických dob pod názvem Castrum Petrosum.
- Grotte di Frasassi - celoročně přístupné podzemní prostory unikátních rozměrů, považované za největší jeskynní komplex v Evropě. Jeskyně je známá výskytem řady druhů chráněných živočichů, včetně endemitů.
- Tempio del Valadier, Eremo di Santa Maria infra Saxa ( Valadierova svatyně a poustevna Panny Marie) - necelý kilometr od Grotte di Frasassi proti proudu řeky Sentino se v jižní stěně hory Frasassi (708 m n. m.) nachází jeskyně, která byla jako první před objevem obřích podzemních prostor z roku 1971 nazývána "Grotte di Frasassi". Nejstarší písemná zmínka o L'Eremo di Santa Maria infra Saxa - klášteru benediktýnek, částečně zatesaném do skály - je z roku 1029. V bezprostřední blízkosti při vstupu do jeskyně se nachází Tempio (též někdy označovaný jako tempietto, tj. chrámek, malá svatyně) del Valadier. Jedná se o osmibokou sakrální stavbu, kterou zde v roce 1828 nechal postavit papež Lev XII. podle návrhu slavného architekta Giuseppe Valadiera.[7]
- Přírodní rezervace - na katastru Gengy se nachází tři chráněná území, na nichž se vyskytuje vzácná flóra: Gola di Frasassi (Soutěska Frasassi), Valle Scappuccia (Údolí Scapuccia) a Pontechiaradovo.[8]

## Tradice živých betlémů
Představení "Živého Betléma" (Presepe di Genga) bylo v Genze uspořádáno poprvé roku 1981. Místní spolek "Amici del presepe" jej organizuje dvakrát ročně - koná se zpravidla na druhý svátek vánoční a opakuje se na svátek Tří králů. Místem, kde se představení odehrává, jsou vnitřní prostory jeskyně se svatostánky a její okolí na svahu hory Frasassi. Na ploše zhruba 30 000 čtverečních metrů vytváří "Živý Betlém" kolem 300 obyvatel obce, představujících nejen biblické postavy, ale i historické osobnosti a zástupce jednotlivých řemesel v regionu. Představení Presepe di Genga, které je považováno za největší "Živý Betlém" na světě, během tří desítek let od roku 1981 zhlédlo na 400 000 návštěvníků, přičemž výtěžek ze vstupného je tradičně věnován na charitu.

## Galerie

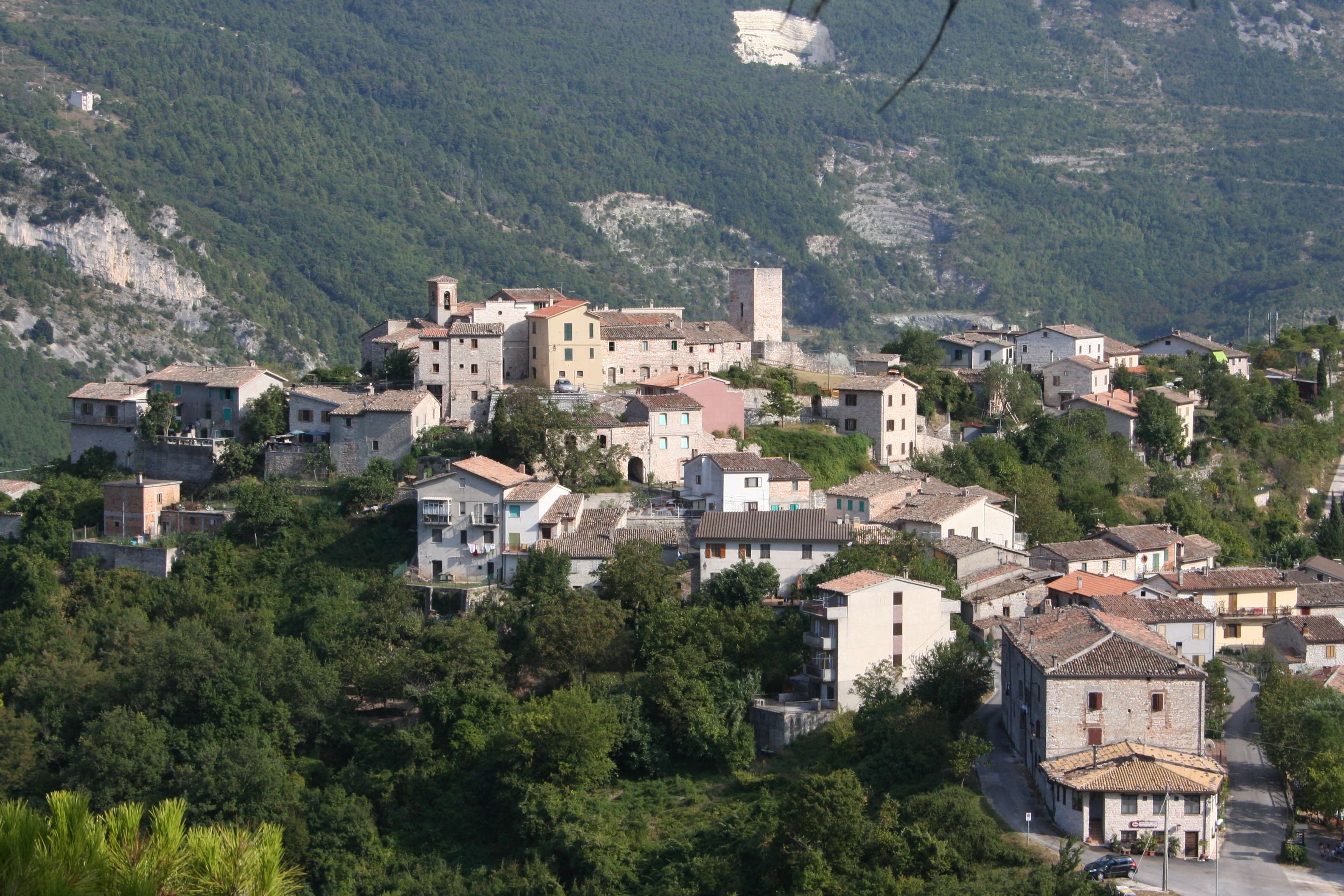
Ves Pierosara se středověkým hradem
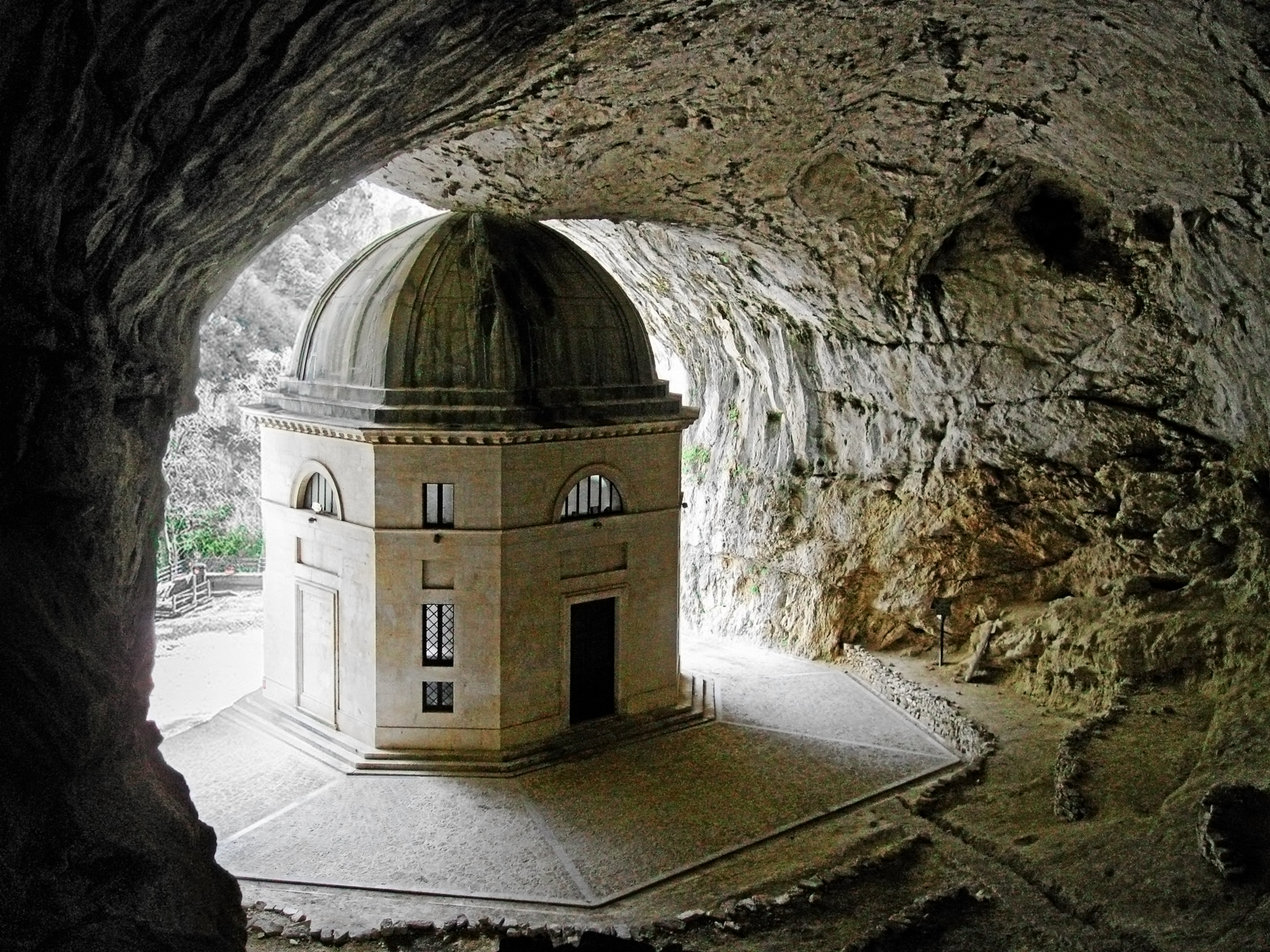
Tempio del Valadier v jeskyni u hory Frasassi
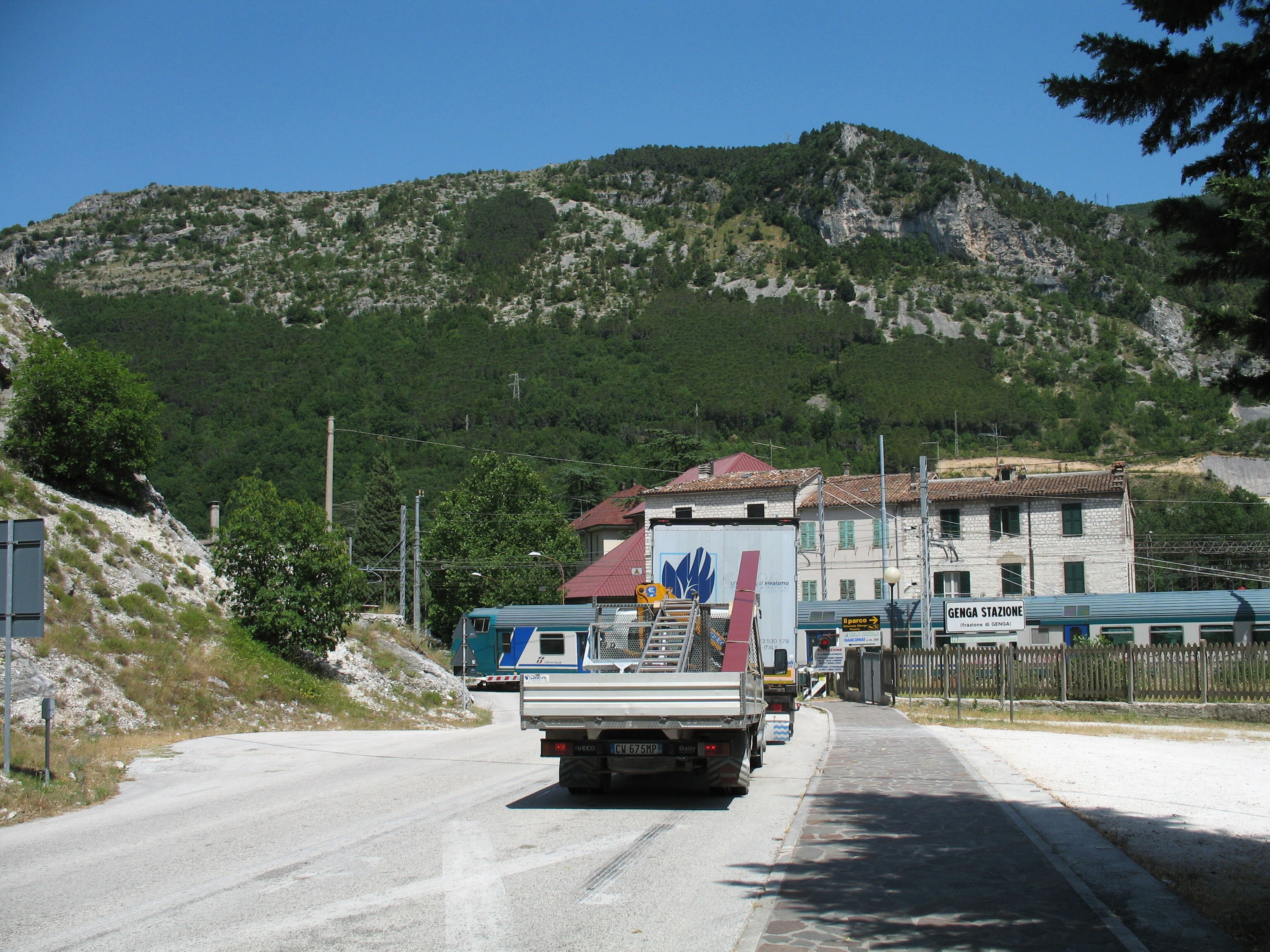
Železniční přejezd v místní části Genga Stazione
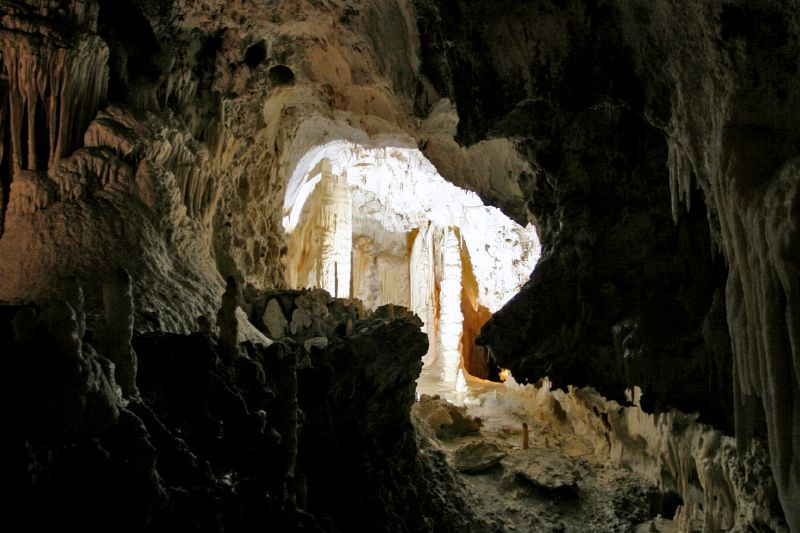
Krápníky v Grotte di Frasassi
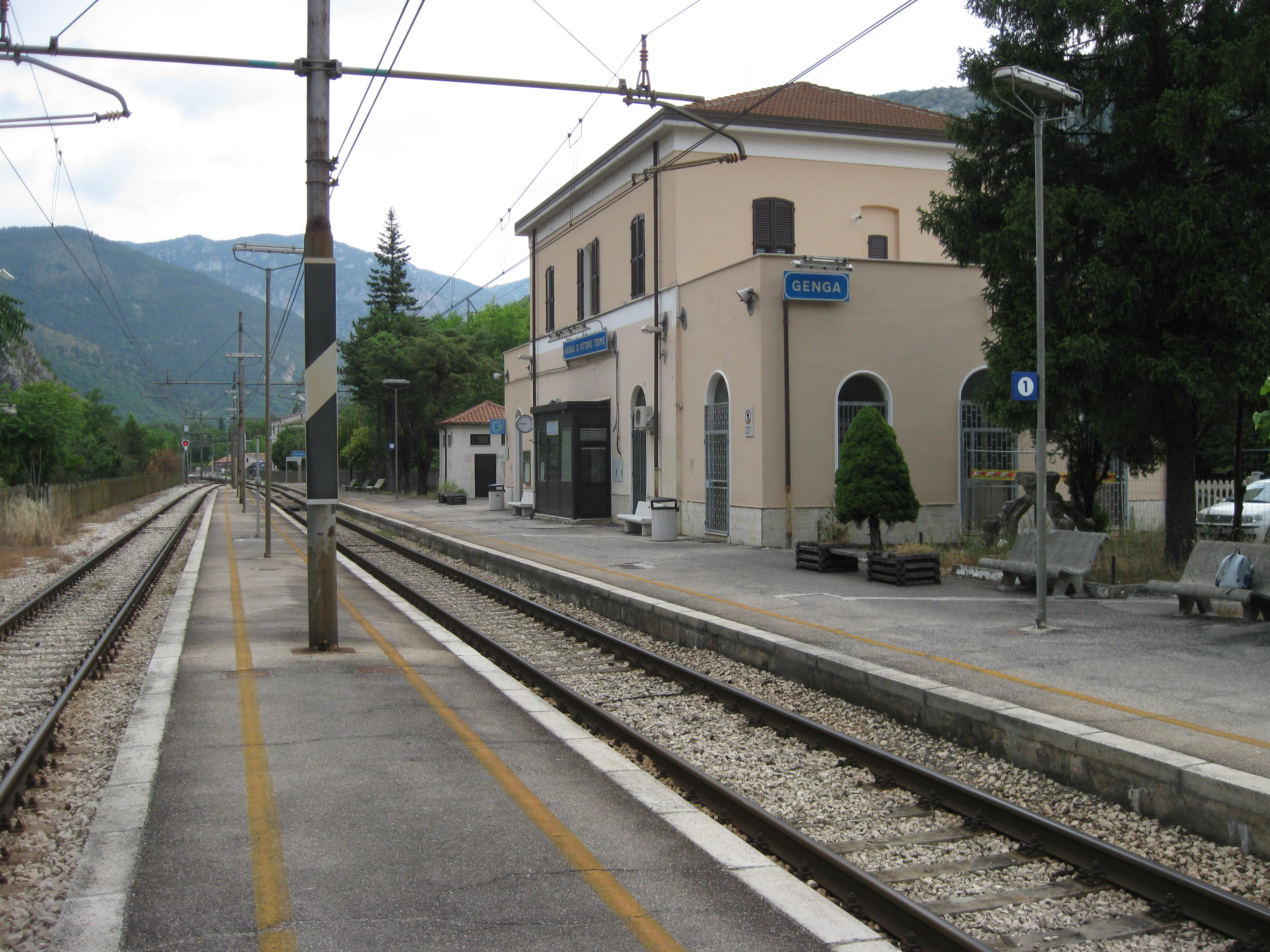
Stanice Genga na trati z Ancony do Říma